# Staurastrum pseudosebaldi
Staurastrum pseudosebaldi  là một loài Song tinh tảo trong họ Desmidiaceae, thuộc chi Staurastrum.